# Йосіхару Осака
Йосіхару Осака (яп. 大阪 義治, нар. 1947 року, префектура Осака, Японія) — японський майстер бойових мистецтв, видатний представник стилю Шотокан, багаторазовий чемпіон світу з карате, інструктор Japan Karate Association (JKA), володар 9 дана.

## Біографія
Йосіхару Осака почав займатися карате у юності. Він навчався у легендарного майстра Масатоші Накаяма — одного з головних послідовників засновника шотокан-карате Ґітіна Фунакоші.
Після закінчення Токійського університету фізичного виховання (JTU), Осака вступив до інструкторської програми JKA, яку з успіхом завершив. Його техніка, дисципліна та бойовий дух дозволили йому швидко здобути визнання у світі карате.

## Спортивні досягнення
Йосіхару Осака вважається одним із найуспішніших каратистів JKA у 1970–1980-х роках. Він неодноразово ставав:
- Чемпіоном світу з ката за версією JKA (1975, 1977, 1980, 1983)
- Переможцем Всеяпонських чемпіонатів JKA з ката та куміте
- Володарем титулу «Grand Champion» JKA

Особливу славу він здобув завдяки своїй вишуканій техніці виконання ката, а також здатності до блискавичної адаптації у куміте.

## Педагогічна діяльність
Після завершення змагальної кар'єри Осака продовжив працювати в JKA як старший інструктор. Він викладав у Японії та за її межами, зокрема в Європі, Америці та Південно-Східній Азії, де провів сотні семінарів.

## Спадщина
Йосіхару Осака має великий вплив на розвиток карате у світі. Його демонстрації техніки часто використовуються як еталонні. Він залишив глибокий слід як спортсмен, викладач і амбасадор японського бойового мистецтва.

## Цікаві факти
- У 1980-х роках його ката «Емпі» вважалося зразком досконалості.
- Він знявся у низці навчальних відео JKA, які стали класикою карате-інструктажу.
- Зберігає активність у JKA як почесний інструктор.